# Estación de Noria
Noria fue una estación de trenes que se encuentra en Querétaro, Querétaro.

## Historia
La estación se edificó sobre la línea troncal del antiguo Ferrocarril Nacional de México. Esta estación pertenecía a la división de Querétaro. En el itinerario del Ferrocarril Nacional de México correspondiente a 1894, la estación aún no aparecía.